# Schloss Altfraunhofen

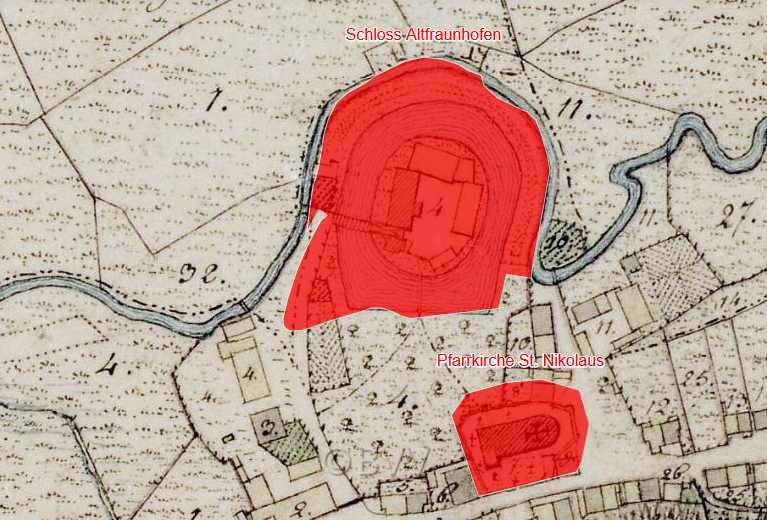
Schloss Altfraunhofen auf dem Urkataster von Bayern

Das abgegangene Schloss Altfraunhofen war ein auf einer Halbinsel in der Kleinen Vils in Altfraunhofen in Niederbayern gelegenes Schloss der Freiherren von Fraunhofen. Es wurde 1858 abgetragen. Erhalten ist die Schlossinsel. Die Reste der Anlage werden als denkmalgeschütztes Baudenkmal unter der Aktennummer D-2-74-114-2 geführt. Ebenso wird sie als Bodendenkmal unter der Aktennummer D-2-7539-0001 und der Beschreibung „Burgstall des Mittelalters“ genannt.

## Geschichte
Das Geschlecht der Fraunhofen, ein erstmals Anfang des 11. Jahrhunderts nachweisbares Ministerialengeschlecht, nannte sich nach dem Ort Alten-Fraunhofen. 1077 bestätigte eine Kaiserurkunde Heinrichs IV. Frawnhofen als zur Grund-Ausstattung des Klosters Frauenchiemsee seit seiner Gründung im 8. Jahrhundert gehörig.
Im 13. Jahrhundert gelang es den Herren von Fraunhofen, sich die Sonderstellung einer vom baierischen Herzog unabhängigen Herrschaft zu sichern. Um 1407 wurde das Wasserschloss erwähnt, das von der Kleinen Vils umflossen wird.
Während das Schloss Neufraunhofen weiter besteht und in Familienbesitz ist, wurde das Schloss in Altfraunhofen 1858 abgebrochen. Erhalten sind die Schlossinsel mit Wassergraben, der Torbau und Mauerreste.
120 Meter südlich befindet sich der St. Nikolaus, der Dom des Kleinen Vilstales.
Seit 1955 wird die Schlossinsel gastronomisch genutzt.

## Baubeschreibung
Die Schlossruine steht unter Denkmalschutz (Akten-Nummer D-2-74-114-2) und wird folgendermaßen beschrieben:

„Schlossruine auf einer Halbinsel: Schloss 1858 abgetragen; erhaltene Reste des Torbaus, Ziegelmauerwerk, 15. Jahrhundert.“